# Waleri Bganba

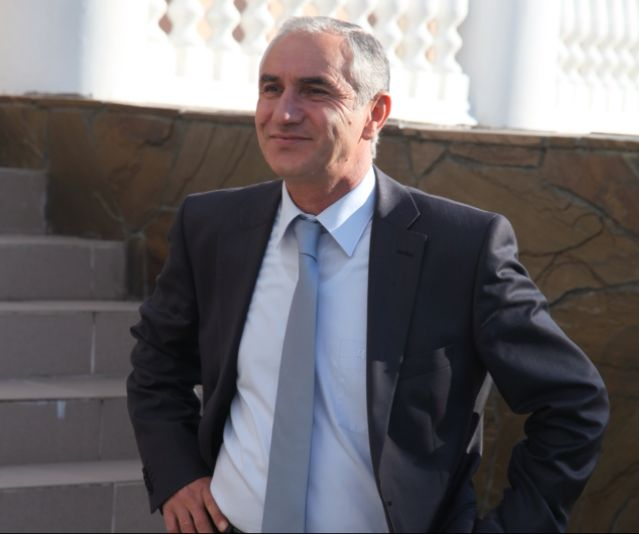
Bganba 2012 als Parlamentspräsident

Waleri Bganba (abchasisch Валери Рамшух-иҧа Бганба, russisch Валерий Рамшухович Бганба, * 26. August 1953 in Bsyb, Abchasische ASSR, Georgische SSR, Sowjetunion) ist ein abchasischer Politiker. Er war vom 18. September 2018 bis zum 24. April 2020 Premierminister Abchasiens und war zuvor abchasischer Parlamentspräsident.

## Leben
Nach dem Abschluss der Schule 1969 arbeitete er zwei Jahre in einem Holzkombinat, von 1971 bis 1976 besuchte er die Kuban-Agraruniversität in Krasnodar. Danach arbeitete er als Agronom in diversen Einrichtungen in Abchasien, ab 1989 als Direktor einer Tabakplantage.
Bganba wurde im Jahr 1991 in den im Rahmen der Auflösung der Sowjetunion entstandenen Obersten Sowjet der Republik Abchasien gewählt, der kurz darauf in Volksversammlung umbenannt wurde, und war bis 1997 Abgeordneter. Von 1998 bis 2002 war er Vorsitzender des Regionalparlaments des Rajons Gagra, von 2002 bis 2006 Vorsitzender der Regionalregierung des Rajons Gagra. Ab 2007 wurde er wieder Mitglied der abchasischen Volksversammlung, zu deren Präsident er 2012 gewählt wurde. Als Präsident Alexander Ankwab 2014 im Rahmen der Proteste in Abchasien zurücktreten musste, übte Bganba als Parlamentspräsident von Mai bis September zugleich kommissarisch das Amt des Präsidenten Abchasiens aus.
Nachdem der bisherige Ministerpräsident Abchasiens Gennadi Gagulija Anfang September 2018 bei einem Autounfall ums Leben gekommen war, wurde am 18. September Bganba von Präsident Raul Chadschimba zum abchasischen Premierminister ernannt. Nach dem Rücktritt von Chadschimba wurde Bganba am 13. Januar 2020 von der Volksversammlung kommissarisch zum Präsidenten Abchasiens ernannt. Nach der Wahl von Aslan Bschania übernahm dieser am 23. April 2020 das Präsidentenamt. Einen Tag später hielt Bganba seine Abschiedsrede als Premierminister.
Er ist verheiratet und hat zwei Söhne und eine Tochter.